# San Hipólito (título cardenalicio)
San Hipólito es un título cardenalicio de la Iglesia Católica. Fue instituido por el papa Francisco en 2015.

## Titulares
- John Atcherley Dew (14 de febrero de 2015)